# Chaetophlepsis eudryae
Chaetophlepsis eudryae is een vliegensoort uit de familie van de sluipvliegen (Tachinidae). De wetenschappelijke naam van de soort is voor het eerst geldig gepubliceerd in 1916 door Smith.